# Sarah Alderson
Sarah Alderson (Londres) é uma escritora inglesa que escreve livros de thriller psicológico e mistério, também atua como roteirista. Também é conhecida pelo pseudônimo Mila Gray.

## Biografia
Tendo passado a maior parte de sua vida em Londres, Sarah Alderson deixou seu emprego em 2009 e partiu em uma viagem ao redor do mundo com seu marido e filha. Depois de vários meses na Índia, Singapura, Austrália e Estados Unidos, eles se estabeleceram em Bali (Indonésia).
Depois de viver em Bali por cinco anos, ela e sua família se mudaram para a Califórnia, Estados Unidos. Ela é roteirista de TV e cinema. Atualmente, ela escreve roteiros para a série S.W.A.T., da CBS.

## Obras como Sarah Alderson

### Série Fated
- Fated (2012)
- Severed (2012)
- Shadowed (2014)

### Série Lila
- Hunting Lila (2011)
- Losing Lila (2012)
- Tormenting Lila (2013)
- Lila Shortcuts (2013)

### Livros isolados
- The Sound (2013)
- Out of Control (2014)
- Conspiracy Girl (2015)
- Can We Live Here? (2015)
- Friends Like These (2018)
- In Her Eyes (2019)
- The Weekend Away (2021) Naquele Fim de Semana (Record, 2021)
- The Stalker (2021)

## Obras como Mila Gray

### SérieCome Back to Me
- Come Back to Me (2014) Volta Para Mim	(Arqueiro, 2016)
- This Is One Moment (2015)
- Run Away with Me (2017)
- Watch Over Me (2019)
- Fall into Me (2020)

## Filmografia
- S.W.A.T. (2017) (Série de TV) roteirista e produtora.
- The Weekend Away (2022) Naquele Fim de Semana (Filme, Netflix) roteirista e produtora; baseado em seu livro homônimo.[5]